# Heliocopris erycoides
Heliocopris erycoides är en skalbaggsart som beskrevs av Felsche 1907. Heliocopris erycoides ingår i släktet Heliocopris och familjen bladhorningar. Inga underarter finns listade i Catalogue of Life.